# Vlákno M5 (PIPD)
M5 je obchodní označení vlákna s chemickým složením poly{2,6-diimidazo[4,5-b:4’,5’-E]pyridinylen-1,4-(2,5-dihydroxy)fenylen}, zkráceně PIPD. Vlákno vyvinula nizozemská firma Akzo Nobel v posledních letech 20. století. 

## Výroba

Struktura molekuly PIPD

Výchozí surovinou k výrobě vlákna je polymer s mnohonásobně opakovanými cykly z uhlíku, kyslíku, dusíku a vodíku v molekulárním řetězci (viz nákres vpravo). Kondenzační polymerizaci (s přidáním kyselin) se po schlazení ze sloučeniny vytváří poddajná tmavošedá hmota. Ta se vytlačováním s následujícím průchodem tryskou zvlákňuje na sotva viditelný světle modrý filament. Vlákna se potom perou, zahřívají a dlouží. Dloužením se silně ovlivňuje krystalická struktura, čímž materiál získává část svých jedinečných vlastností.
Zvlákňování PIPD se až dosud provádělo jen pokusně, v roce 2009 se mělo začít s průmyslovou výrobou.
Údaje o výkonnosti výrobního zařízení, o parametrech příze nebo stříže a o konkrétních možnostech jejich zpracování nebyly dosud (2009) publikovány.
Nyní vlákno vyrábí Magellan Systems International a DuPont Advanced Fiber Systems. V roce 2016 zůstává rozsah použití vláken PIPD na nízké úrovni. Jako důvod se uvádí jejich neúměrně vysoká cena a nedostatečný výzkum aplikačních možností. V roce 2022 obnášel celosvětový výnos z prodeje M5 vláken hrubým odhadem 800 milionů USD (cca 5 % ze všech  vysoce výkonných vláken).

## Vlastnosti vláken
M5 patří ke skupině speciálních vláken tzv. high performance fibers. U M5 se vývoj zaměřuje především na dosažení vysoké pevností. V následující tabulce jsou porovnány některé fyzikální vlastnosti PIPD s vlákny, která v tomto směru dosud zaznamenala špičkové výsledky:
| Vlákno                   | Obchodní značka | Specif. hmotnost g/cm³ | Tažná pevnost GPa | Modul pružnosti GPa |
| jednostěnné nanotrubičky | (laboratorně)   | 2,27                   | <100              | <3000()             |
| uhlíkové vlákno          | T1000G          | 1,81                   | 6,4               | 227                 |
| para-aramid              | Kevlar 49       | 1,44                   | 3,6               | 110                 |
| UHMW (polyethylen)       | Spectra         | 0,97                   | 3,0               | 192                 |
| PBO (polybenzazol)       | Zylon           | 1,56                   | 5,8               | 169                 |
| PIPD z roku 2002         | M5              | 1,7                    | 5,7               | 271                 |
| PIPD ve vývoji           | M5              | 1,7                    | 9,5               | 450                 |

Hodnoty nanovláken jsou měřeny laboratorně. Jejich praktické využití se uskuteční pravděpodobně až za více než 10 let.
Vlákno M5 je ohnivzdorné, méně křehké než např. výrobky z uhlíku, má mít vysokou balistickou odolnost, dá se snadno klížit (v kompozitech) a je odolné proti kyselinám a povětrnostním vlivům.

## Použití
- Příze z PIPD se mají používat na výrobu ochranných oděvů, především jako osobní pancíře. Počítá se také s použitím ke zlepšení vlastností kompozitů na výrobu součástí dopravních a vojenských prostředků. [5]
- V projektu The Space Elevator (upoutání zemských satelitů a podobných přístrojů na několikakilometrovém laně) bylo na začátku 21. století lano z PIPD jedna z reálných alternativ [6]